# Георг Оливијер, гроф Валис
Георг Оливијер, гроф Валис (Беч; 1671—19. децембар 1743. Беч) је био фелдмаршал Светог римског царства. Обављао је функцију регента Краљевине Србије (1738—1739). 

## Биографија
На аустријски двор доспео је након погибије свога оца Ернеста Георга Валиса у опсади Мајнца (1689) током Деветогодишњег рата. Убрзо је стекао положај генерала у царској армији. Учествује у бици код Сенте 1697. године која је одлучила исход Великог бечког рата. Током Рата за шпанско наслеђе (1701—1714), најпре је служило у северној Италији. Учествује у освајању Напуља 1707. године. Потом је послат у Шпанију (1713) где је дочекао крај рата као фелдмаршал. Учествује у Млетачко-турском рату (1714—1718) под командом Еугена Савојског. Бори се у бици код Петроварадина и учествује у опсадама Темишвара и Београда. Следеће године послат је у Напуљ и бори се у Рату четворне алијансе (1718—1720). Рањен је у борбама за Месину, а касније је постао управник тог града (до 1727). Тада се вратио у Аустрију. Брани Сицилију у Англо-шпанском рату (1727—1729). Пошто она није нападнута, повучен је 1731. године. Три године касније, Валис постаје командант тврђаве Мајнц. У Рату за пољско наслеђе (1733-1735/8) бори се против Француза у северној Италији. Предводи аустријске снаге у Руско-аустријско-турском рату (1735—1739). Обавља функцију регента Краљевине Србије (1738—1739). Изгубио је одлучујућу битку код Гроцке (1739). Недељу дана касније Аустрија је потписала Београдски мир којим је изгубила све територије стечене Пожаревачким миром у претходном рату. Због тога му је суђено. Бачен је у тамницу, а након смрти Карла VI помилован је од стране нове царице, Марије Терезије. Последње године провео је на својој земљи. 